# Francisco Blanco (misionero)
Francisco Blanco fue un misionero franciscano mártir español y uno de los veintiséis Mártires de Japón (日本二十六聖人 Nihon Nijūroku Seijin). Es venerado como santo por la Iglesia católica y otras iglesias cristianas, sobre todo en Japón. 
Se venera una reliquia (un dedo) en la iglesia de Tameiron (Ourense)

## Biografía
Francisco Blanco nació en La Gudiña, en su Parroquia de Tameirón, Orense, Galicia, y estudió con los Jesuitas en Monterrey. Después de mudarse a Castilla y León se convirtió en un novato con los Franciscanos de la orden en Villalpando.
Después de una llamada a una misión cultural, emigró a la Nueva España, donde fue ordenado sacerdote. En 1593, se trasladó a las Filipinas. Y en 1596 viajó, con su maestro Martín de la Ascensión, a Japón.

## Martirio
El daimio local, Toyotomi Hideyoshi, comenzó a perseguir a los católicos debido al miedo de la creciente influencia europea. El 8 de diciembre de 1596 Blanco fue detenido con un gran número de cristianos de monasterios cercanos en Kioto. El 4 de enero de 1597 fueron enviados en una marcha forzada de 966 kilómetros a Nagasaki. Al día siguiente, Blanco y otros veinticinco cristianos, hombres y niños (incluyendo 20 japoneses, 4 europeos, un mexicano y un indio) fueron ejecutados por predicar el cristianismo, un acto prohibido por la ley japonesa. Fueron crucificados y atravesados con lanzas en la Colina de Nishizaka, y sus cuerpos quedaron expuestos.

## Legado
Todos los mártires fueron beatificados el 14 de septiembre de 1627 por el papa Urbano VIII y canonizados por el papa Pío IX en el año 1862, se les dedica el día 6 de febrero, "san Pablo Miki y compañeros".
Cuando la libertad religiosa fue restablecida en Japón bajo la Restauración Meiji en 1868, unos 30.000 miembros de los Kakure Kirishitan salieron de sus escondites.
En junio de 1962, se construyeron un museo y un monumento a los mártires sobre la Colina de Nishizaka para conmemorar el 100 aniversario de su canonización. Un cráneo reliquia de Blanco se conserva en El Barco de Valdeorras, en Orense.